# 新开镇 (南通市)
新开镇是中国江苏省南通市崇川区下辖的一个镇。

## 行政区划
新开镇下辖以下行政区：
花园港社区、新开苑社区、星海社区、紫荆社区、春天社区、通盛社区、星盛社区、沙家圩村、近山村